# Ohnehin
Ohnehin ist ein im Jahr 2004 erschienener Roman des israelisch-österreichischen Autors Doron Rabinovici.
Der Roman handelt im Jahr 1995 in Wien, insbesondere rund um den Wiener Naschmarkt und thematisiert in insgesamt zehn Kapiteln unter anderem den Umgang mit Erinnerung, NS-Vergangenheit, Fremdheit, Migration, Rechtsextremismus in Österreich sowie jüdisches Leben in Wien. Protagonist ist der Neurologe Stefan Sandtner.

## Handlung

### Erstes Kapitel
An einem Wochenende im August 1995 erhält der Spitals- und Nervenarzt Stefan Sandtner, der an seiner gescheiterten Liaison mit seiner Arbeitskollegin Sonja Kramar laboriert und mit der Ausarbeitung seiner wissenschaftlichen Studie nicht weiterkommt, in seiner Garçonnière im Wiener 4. Bezirk einen Anruf von dem befreundeten jüdischen Geschäftsmann und Kunstsammler Paul Guttmann. Ein gemeinsamer alter Bekannter, der pensionierte Arzt Dr. Herbert Kerber, hat das Kurzzeitgedächtnis verloren. Stefan begibt sich zur Wohnung Kerbers in der Lehárgasse. Unterwegs trifft er auf dem Naschmarkt seine Freunde Sophie Wiesen, Lew Feininger, Tom Wandruschka und Patrique Mutabo. Stefan lernt bei diesem Treffen Flora Dema kennen, die in ihm größtes Interesse weckt. Bei seinem Besuch trifft Stefan danach Herbert Kerber, ein ehemaliges SS-Mitglied, in großer Verwirrung an. Kerber wähnt sich im Jahr 1945, kurz vor dem Ende des Krieges. Er will sich in seiner Wohnung vor den Russen verstecken, um sich später zu seiner Frau Franziska ins Salzburgische durchzuschlagen. Stefan erkennt in Kerber einen Kriegsverbrecher des NS-Regimes.

### Zweites Kapitel
Stefan Sandtner und Paul Guttmann besprechen die Frage, wie mit Kerber am besten zu verfahren sei. Stefan hat an Kerber das Korsakow-Syndrom diagnostiziert. Seine Überlegung, Kerber wegen etwaiger Verbrechen an die Justiz auszuliefern, wird von Guttmann, der mit antijüdischen Ressentiments in der Nachkriegszeit konfrontiert war, abgelehnt. Später trifft Stefan im Freundeskreis auf dem Naschmarkt wieder auf die Videokünstlerin Flora aus Belgrad. Es kommt zur ersten Umarmung.

### Drittes Kapitel
Nach einem Streitgespräch mit seiner Exfreundin Sonja in der Klinik rät ihm sein Vorgesetzter, Professor Kahlbauer, zu einer längeren Urlaubspause. Stefan willigt ein und begibt sich abends neuerlich zur Wohnung Herbert Kerbers, wo er auf dessen erwachsene Kinder Bärbel und Hans trifft. Bärbel sieht in der Erkrankung ihres Vaters eine Strafe für dessen Lebenslüge, willigt aber ein, ihn zu betreuen und ihm die von Stefan verschriebenen Medikamente zu verabreichen. Danach besucht Stefan Sonja. Er entdeckt dabei, dass Sonja mit Prof. Kahlbauer ein Verhältnis hat.

### Viertes Kapitel
In der Filmakademie in der Metternichgasse stellen Tom Wandruschka und Flora Dema ihre Filmarbeiten vor. Flora lässt sich auf der Straße von ihrem Kameramann Goran Bošković dabei filmen, wie sie sich als hilfsbedürftige Migrantin ausgibt. Der Film dokumentiert die meist zurückweisende Haltung der von ihr angesprochenen Passanten. Im Café Prückel spricht der Freundeskreis danach über Floras Filmarbeit. Goran, der Kameramann Floras, ein traumatisierter serbischer Deserteur der Jugoslawienkriege, wirft Flora vor, ihre künstlerischen Grundsätze in ihrem wirklichen Leben zu vernachlässigen. Nach einem gemeinsamen Umtrunk übernachtet Flora bei Stefan. Zwei Tage später begleitet Stefan Lew nach Bärnberg bei Grundl in Oberösterreich. Lew soll dort eine Einweihungsrede für ein neu errichtetes Denkmal zur Erinnerung an hier ermordete Juden halten. Lew geht in seiner Rede auf den Umstand ein, dass in der Nachbargemeinde ein Denkmal steht, an dem die Waffen-SS verherrlicht wird. Die örtliche Obrigkeit reagiert verschnupft, die lokale Presse spricht später von Lews „Hasstiraden“.

### Fünftes Kapitel
Stefan genießt seine Liebe zu Flora und nimmt sich vor, im Urlaub an seiner wissenschaftlichen Studie weiterzuarbeiten. Bei einem Besuch bei Herbert Kerber, der unter dem Einfluss der Medikamente viel schläft, gerät er mit Bärbel in einen Streit: Er wirft ihr vor, sie wolle lediglich, dass er ihren Vater für sie „vernehmungsfähig“ machen solle, damit sie die Wahrheit über dessen Untaten erfahren könne. Sie wirft ihm im Gegenzug vor, er benutze ihren Vater als Versuchskaninchen für seine wissenschaftliche Forschung. Bärbel begleitet danach Stefan ins Café Museum, wo sie Lew Feininger treffen. Da Lew Jude ist, sieht Bärbel in dieser Begegnung einen besonderen Anlass: Als Kinder von Tätern und Opfern der NS-Verbrechen verbände sie beide eine besondere Gemeinsamkeit. Lew lehnt diese Sichtweise brüsk ab. Wieder zuhause bereitet Bärbel für ihren Vater ein „Verhörzimmer“ vor, in dem nichts an die Gegenwart erinnern soll. Stefan führt in den nächsten Tagen Flora aus. Sie nimmt sich indes vor, ihren Geliebten auf ihre schwierige Lage als Migrantin aus dem ehemaligen Jugoslawien aufmerksam zu machen. Bald würde sie aus dem Land gewiesen werden.

### Sechstes Kapitel
Bärbel versucht, den Verbrechen des Vaters auf die Spur zu kommen. Herbert Kerber kann seine Tochter nicht erkennen, weshalb sie sich für Befragungen in dem dafür adaptierten Zimmer der väterlichen Wohnung als nahe Verwandte ausgibt. Bei Fragen nach seinen Untaten erregt sie seinen Zorn so sehr, dass er auf sie losgeht und sie in ernste Gefahr bringt. Daraufhin ändert sie ihre Strategie, besorgt sich alte Requisiten und gibt sich ihm gegenüber einmal als NS-Parteigängerin im Untergrund, ein andermal als Mitarbeiterin der alliierten Militärbehörde aus. Doch ihre Versuche, dem Vater ein Schuldeingeständnis zu entlocken, scheitern. Schließlich wird sie bei einem „Verhör“ von ihrem Bruder Hans und Stefan ertappt. Beide lehnen ihr Vorgehen ab, Stefan aus medizinischen Gründen, Hans, weil er die Sache um die Vergangenheit des Vaters ruhen lassen will. Flora und Goran werden später bei Filmarbeiten auf der Mariahilfer Straße von der Polizei angehalten. Goran verliert seinen Job. Flora hofft immer noch, Stefan würde sie nach ihrer Situation fragen.

### Siebtes Kapitel
Bei einem Treffen mit Stefan im Café Bräunerhof äußert Hans den Verdacht, der Vater könnte möglicherweise seine Krankheit simulieren, um sich vor Strafverfolgung zu schützen. Paul Guttmann erlebt im Auktionshaus Dorotheum bei der Ersteigerung eines Gemäldes die Fühllosigkeit eines Kunstexperten, als dieser befürchten muss, eine jüdische Holocaust-Überlebende könnte noch rechtmäßige Besitzerin des Bildes sein. Die Handlung widmet sich in der Folge der Familiengeschichte Patrique Mutabos sowie der beiden Naschmarkthändlerfamilien Ertekin und Alexandrus. Zwischen dem griechischstämmigen Freund Stefans, Theo Alexandrus, und der türkischstämmigen Şirin Ertekin bahnt sich eine Liebesbeziehung an. Zu dieser Zeit erschüttert die Briefbombenserie des Franz Fuchs das Land, die Nationalratswahl steht kurz bevor. Lew Feininger, der mit Sophie eine Beziehung führt und für seine Filmarbeit Holocaust-Überlebende interviewt, erlebt bei einem Podiumsgespräch eine Aussage eines rechtsgerichteten Politikers: „Gaskammern? […] Ich glaube alles, was dogmatisch vorgeschrieben ist.“

### Achtes Kapitel
Stefan taucht in die Atmosphäre des Naschmarktes ein, in die ihn Georgius Alexandrus, der Vater Theos, einführt. Şirin ist von Theo schwanger, ihr Vater und ihr Bruder machen ihr während einer Gesprächsrunde der Familie Vorwürfe und sprechen von Schande. Als Theo plötzlich erscheint, eskaliert die Situation beinahe. Doch Şirins Mutter Yelda beendet die Diskussion mit ihrer Drohung gegenüber ihrem Mann, ihn zu verlassen. So willigt der Vater in die Beziehung Şirins mit Theo schließlich ein. Stefan plant einen romantischen Abend mit Flora in seiner Wohnung. Doch der gemeinsame Abend wird durch einen Anruf der Kerber-Kinder unterbrochen und Stefan eilt mit Flora in die Wohnung Herbert Kerbers. Der Alte redet wirres Zeug, sein Zustand hat sich verschlechtert. Kerber meint in Flora seine ehemalige Geliebte Lilly zu erkennen, die offenbar Opfer der NS-Verfolgungen geworden ist. Sein entschuldigendes: „Ich konnte ja nichts dafür“ und die folgenden Beschwichtigungsversuche Bärbels und Stefans bringen Flora in Rage. Sie verlässt die Wohnung und wirft Bärbel und Stefan vor, sie würden nichts verstehen. Es stellt sich heraus, dass die Kinder ihrem Vater eine Überdosis des verschriebenen Medikaments verpasst haben.

### Neuntes Kapitel
Tom Wandruschka trifft sich mit dem Polizeioffizier Wolf Haumer, den er in sein Filmprojekt einbezogen hat, in einem Beisl. Tom meint, seine Intervention habe unlängst auf der Mariahilfer Straße die Verhaftung Floras verhindert. Stefan macht sich zum Innenministerium auf, um für Flora eine Aufenthaltsgenehmigung zu erwirken. Er trifft dort auf Sektionschef Hermann Kratochvil, einen alten Bekannten der Familie Sandtner. Dieser sagt Stefan zu, sich für Flora und Goran einzusetzen. Noch am selben Tag werden die beiden von der Fremdenpolizei im Beisein Wolf Haumers vor der Filmakademie verhaftet. Lews Beziehung mit Sophie ist vorüber, Stefan möchte für sich und Flora eine größere Wohnung mieten. Seit  dem gemeinsamen Besuch in der Kerber-Wohnung hat sie sich nicht mehr bei ihm gemeldet. Auf einem Fest von Studenten der Filmakademie in einem Vorstadtpalais trifft Stefan auf Sophie. Sie wirft ihm vor, auf Flora „vergessen“ und sich nie über ihre wirklichen Lebensumstände informiert zu haben. Nach einer durchzechten Nacht kommt es am nächsten Morgen zu einer für Stefan peinlichen Begegnung mit Prof. Kahlbauer in einem Lebensmittelgeschäft. Kahlbauer will plötzlich nichts mehr davon wissen, Stefan längeren Urlaub gegönnt zu haben, er sei hingegen schon seit langer Zeit nicht mehr zum Dienst erschienen. Stefan könne seine Stelle nicht mehr antreten, auch würde sein Forschungsprojekt von einem anderen Mitarbeiter fortgesetzt. Einen späteren Gesprächstermin sagt Kahlbauer ab. Flora ruft Stefan an, die beiden treffen sich im Café Amacord. Es stellt sich heraus, dass Flora entgegen Stefans Vermutung keine „Illegale“ ist. Sie hat eine reguläre Aufenthaltserlaubnis, die Ende des Jahres ausläuft. Flora wirft Stefan vor, sich nicht für sie und ihre Lage interessiert zu haben und beendet die gemeinsame Beziehung mit Verweis auf den verhafteten Goran. Flora nimmt ein Angebot an, als Künstlerin in Paris zu arbeiten.

### Zehntes Kapitel
Es ist Winter. Stefan Sandtner hält sich zumeist in seiner Wohnung auf und versucht, seine wissenschaftliche Arbeit wieder voranzubringen. Nach einer Intrige eines Arbeitskollegen ist die Beziehung Sonjas mit Prof. Kahlbauer beendet. Seit Flora das Land verlassen hat, wird ihre Arbeit allerorts gelobt. Kratochvil ist besorgt, Flora könnte ihn in Bedrängnis bringen. Der Zustand Herbert Kerbers verbessert sich enorm, Guttmann beschließt, seine Familie in Israel zu besuchen. Plötzlich geht es Herbert Kerber wieder sehr schlecht. Stefan überführt Hans, dem Vater eine Überdosis verabreicht zu haben. Hans hat Sorge, die Geschichte seines Vaters könne ans Licht kommen, was seine Aussicht auf einen Posten in einem Ministerium verschlechtern würde. Stefan befiehlt ultimativ, die Kerber-Kinder müssten ihren Vater in eine neurologische Anstalt einliefern lassen. Hans versucht Stefan zu überreden, den Vater weiter in der Wohnung zu lassen. Er habe einen Bekannten im Ministerium, der Stefan seine Stelle im Spital wiederbeschaffen könne. Stefan lehnt ab und geht nach Hause.